# Ollmersch
Der Ollmersch ist ein ehemaliger Tafelberg im Westerwald, der durch den Basaltabbau stark eingeebnet wurde. Er grenzt an die Gemeinden Dreikirchen und Hundsangen. Nach ihm ist auch die Haupthalle des Hundsänger Hallenkomplexes benannt: „Ollmerschhalle“.